# Кульков Василь Сергійович
Василь Сергійович Кульков (рос. Василий Сергеевич Кульков; нар. 11 червня 1966, Москва, РРФСР — пом. 10 жовтня 2020) — радянський та російський футболіст, захисник та півзахисник. Гравець збірних СРСР, СНД і Росії. Майстер спорту (1989). Тренер.

## Клубна кар'єра
Вихованець СДЮШОР московського «Динамо» (за іншими даними — футбольної школи «Чертаново»). У фарм-клубі москвичів, в «Динамо» (Кашира), проходив два роки армійської служби, грав у другій союзній лізі. При цьому Кулькова тримав на прикметі головний тренер «Динамо» (Москва) Едуард Малофєєв, залучав до матчів дублюючого складу.
У 1986 рекомендований Олегом Романцевим, команда якого, «Червона Пресня», виступала в одній зоні з каширським «Динамо», Костянтину Бєскову. У «Спартаку» провів півроку (грав за дубль), після яких попросився грати за «Червону Пресню». Після того як Романцев став головним тренером «Спартака» (Орджонікідзе), Кульков пішов за ним. У команді провів яскравий сезон і слідом за Романцевим в 1989 році відправився в московський «Спартак». З першого ж сезону став гравцем основи.
У 1991 році прийняв запрошення португальської «Бенфіки», в яку його взяли без перегляду. У команді провів декілька успішних сезонів. У 1994 році разом з Юраном прийняв запрошення Боббі Робсона і перейшов в «Порту».
У 1995 році повернувся в московський «Спартак», де відмінно провів півроку. Планував залишитися в команді й наступного сезону, але керівництво не прийняло його умов. В результаті взимку 1996 року рушив грати в «Мілволл», який після першого кола претендував на вихід в Прем'єр-лігу Англії. За словами самого Кулькова, в Англії нічого не вийшло з тієї причини, що запрошував його один тренер, а незабаром прийшов інший, з Шотландії, і привів своїх гравців. «Міллуолл» в результаті скотився вниз, а потім і зовсім збанкрутував. Другу половину 1996 року лікувався після травми коліна, відновлював форму.
На початку 1997 року сам прийшов у спартаківський манеж, попросив у Романцева дозволу потренуватися разом зі «Спартаком», не розраховуючи потрапити в команду. Однак у лютому 1997 року Романцев сам запропонував йому поїхати з командою на збір до Туреччини, а потім включив в заявку на чемпіонат Росії. Але сезон у Кулькова не пішов (завадили травми), і після декількох матчів випав з основи. В середині 1997 року, після розмови з Анатолієм Бишовцем, перейшов у «Зеніт»: на той час у нього була зайва вага, проте Кульков скинув її, вдало влившись в команду. Контракт діяв до кінця сезону, і по його закінченні Кульков покинув команду. Планував розпочати працювати тренером, але вже в 1999 році почав грати за «Крила Рад».

## Стиль гри
|  | Технічний, добре бачив поле, тонко розумів гру. Був наділений комбінаційною даром, відмінно володів довгим пасом, вмів своєчасно і з користю для команди підключатися до атак. |

За словами Анатолія Бишовця, Кульков міг грати як крайнього захисника, так і діяти в центральній зоні; його відрізняли вольові якості, професіоналізм та ставлення до справи.

## Кар'єра в збірній
У 1989 році дебютував у збірній СРСР в матчі проти збірної НДР у кваліфікації чемпіонату світу 1990 року в Києві. Однак гравцем основи в збірній став вже після ЧС-90, при новому головному тренерові, Анатолію Бишовці.
У 1993 році став одним з футболістів збірної збірної Росії, чий підпис стояв під «Листом чотирнадцяти».
Отримав травму коліна, через яку не зміг поїхати зі збірною Росії на Євро 1996.

## Кар'єра тренера
Після завершення кар'єри футболіста розпочав тренерську діяльність. 19 липня 2002 року на офіційному сайті РФС з'являлася інформація про призначення Кулькова головним тренером юнацької збірної Росії, декількома днями по тому визнана прес-службою вище вказаної організації помилковою. Надалі працював у тренерських штабах «Алмаза», «Марітіму» (помічник Анатолія Бишовця), «Хімок» і «Томі». У 2007-2008 роках входив до тренерського штабу московського «Локомотива». У 2009 році став тренером молодіжного складу московського «Спартака».
11 січня 2013 року, після переведення Дмитра Гунька до тренерського штабу першої команди «Спартака», Кульков призначений головним тренером молодіжного складу. 17 травня дублери достроково виграли молодіжну першість. 23 липня, після двох поразок на старті нового сезону молодіжної першості, в тому числі й розгромної в матчі з «Уралом» (1:6), Кульков відправлений у відставку.
У 2018 році входив у тренерський склад академії «Спартака» імені Федора Черенкова.

## Останні роки життя
У 2019 стало відомо про те, що у Василя діагностований плоскоклітинний рак стравоходу, але сам гравець приховував хвороба від багатьох своїх друзів. Ще більше погіршив стан його здоров'я той факт, що він перехворів коронавірусів COVID-19. Помер 10 жовтня 2020 року в реанімації однієї з лікарень, незадовго до операції, яку повинен був перенести того ж дня.
Похований на Троєкуровському кладовищі в Москві.

## Статистика виступів

### У збірній
| Дата       | Місто              | Господарі         | Результат | Гості    | Турнір                                  | Голи | Примітки |
| ---------- | ------------------ | ----------------- | --------- | -------- | --------------------------------------- | ---- | -------- |
| 26/04/1989 | Київ               | СРСР              | 3 – 0     | НДР      | Відбір до ЧС 1990                       | -    | 81'      |
| 23/08/1989 | Любін              | Польща            | 1 – 1     | СРСР     | товариський матч                        | -    | 82'      |
| 29/08/1990 | Москва             | СРСР              | 1 – 2     | Румунія  | товариський матч                        | -    |          |
| 12/09/1990 | Москва             | СРСР              | 2 – 0     | Норвегія | Відбір до ЧЄ 1992                       | -    | 79'      |
| 03/11/1990 | Рим                | Італія            | 0 – 0     | СРСР     | Відбір до ЧЄ 1992                       | -    |          |
| 21/11/1990 | Порт-оф-Спейн      | США               | 0 – 0     | СРСР     | Carib B.W.I.A. Triangular Soccer Series | -    |          |
| 23/11/1990 | Порт-оф-Спейн      | Тринідад і Тобаго | 0 – 2     | СРСР     | Carib B.W.I.A. Triangular Soccer Series | -    |          |
| 30/11/1990 | Гватемала          | Гватемала         | 0 – 3     | СРСР     | товариський матч                        | -    | 46'      |
| 06/02/1991 | Глазго             | Шотландія         | 0 – 1     | СРСР     | товариський матч                        | -    |          |
| 27/03/1991 | Франкфурт-на-Майні | Німеччина         | 2 – 1     | СРСР     | товариський матч                        | -    |          |
| 17/04/1991 | Будапешт           | Угорщина          | 0 – 1     | СРСР     | Відбір до ЧЄ 1992                       | -    |          |
| 21/05/1991 | Лондон             | Англія            | 3 – 1     | СРСР     | Challenge Cup                           | -    |          |
| 23/05/1991 | Манчестер          | Аргентина         | 1 – 1     | СРСР     | Challenge Cup                           | -    |          |
| 29/05/1991 | Москва             | СРСР              | 4 – 0     | Кіпр     | Відбір до ЧЄ 1992                       | -    |          |
| 13/06/1991 | Гетеборг           | Швеція            | 2 – 3     | СРСР     | Scania 100 Tournament                   | -    |          |
| 16/06/1991 | Стокгольм          | Італія            | 1 – 1     | СРСР     | Scania 100 Tournament                   | -    |          |
| 28/08/1991 | Осло               | Норвегія          | 0 – 1     | СРСР     | Відбір до ЧЄ 1992                       | -    |          |
| 25/09/1991 | Москва             | СРСР              | 2 – 2     | Угорщина | Відбір до ЧЄ 1992                       | -    |          |
| 12/10/1991 | Москва             | СРСР              | 0 – 0     | Італія   | Відбір до ЧЄ 1992                       | -    |          |
| 13/11/1991 | Ларнака            | Кіпр              | 0 – 3     | СРСР     | Відбір до ЧЄ 1992                       | -    |          |
| Усього     |                    | Матчів            | 20        |          | Голів                                   | 0    |          |

| Дата       | Місто    | Господарі | Результат | Гості | Турнір           | Голи | Примітки |
| ---------- | -------- | --------- | --------- | ----- | ---------------- | ---- | -------- |
| 19/02/1992 | Валенсія | Іспанія   | 1 – 1     | СНД   | товариський матч | -    |          |
| Усього     |          | Матчів    | 1         |       | Голів            | 0    |          |

| Дата       | Місто      | Господарі         | Результат | Гості      | Турнір            | Голи | Примітки |
| ---------- | ---------- | ----------------- | --------- | ---------- | ----------------- | ---- | -------- |
| 16/08/1992 | Москва     | Росія             | 2 – 0     | Мексика    | товариський матч  | -    |          |
| 14/10/1992 | Москва     | Росія             | 1 – 0     | Ісландія   | Відбір до ЧС 1994 | -    |          |
| 28/10/1992 | Москва     | Росія             | 2 – 0     | Люксембург | Відбір до ЧС 1994 | -    |          |
| 24/03/1993 | Хайфа      | Ізраїль           | 2 – 2     | Росія      | товариський матч  | -    |          |
| 14/04/1993 | Люксембург | Люксембург        | 0 – 4     | Росія      | Відбір до ЧС 1994 | -    |          |
| 28/04/1993 | Москва     | Росія             | 3 – 0     | Угорщина   | Відбір до ЧС 1994 | -    |          |
| 23/05/1993 | Москва     | Росія             | 1 – 1     | Греція     | Відбір до ЧС 1994 | -    |          |
| 02/06/1993 | Рейк'явік  | Ісландія          | 1 – 1     | Росія      | Відбір до ЧС 1994 | -    |          |
| 06/10/1993 | Ед-Даммам  | Саудівська Аравія | 4 – 2     | Росія      | товариський матч  | -    |          |
| 17/11/1993 | Афіни      | Греція            | 1 – 0     | Росія      | Відбір до ЧС 1994 | -    |          |
| 17/08/1994 | Клагенфурт | Австрія           | 0 – 3     | Росія      | товариський матч  | -    |          |
| 07/09/1994 | Москва     | Росія             | 0 – 1     | Німеччина  | товариський матч  | -    |          |
| 12/10/1994 | Москва     | Росія             | 4 – 0     | Сан-Марино | Відбір до ЧЄ 1996 | -    |          |
| 16/11/1994 | Глазго     | Шотландія         | 1 – 1     | Росія      | Відбір до ЧЄ 1996 | -    |          |
| 26/04/1995 | Салоніки   | Греція            | 0 – 3     | Росія      | Відбір до ЧЄ 1996 | -    |          |
| 31/05/1995 | Белград    | Югославія         | 1 – 2     | Росія      | товариський матч  | -    |          |
| 07/06/1995 | Серравалле | Сан-Марино        | 0 – 7     | Росія      | Відбір до ЧЄ 1996 | -    |          |
| 16/08/1995 | Гельсінкі  | Фінляндія         | 0 – 6     | Росія      | Відбір до ЧЄ 1996 | -    |          |
| 06/09/1995 | Тофтір     | Фарерські острови | 2 – 5     | Росія      | Відбір до ЧЄ 1996 | -    |          |
| 11/10/1995 | Москва     | Росія             | 2 – 1     | Греція     | Відбір до ЧЄ 1996 | -    |          |
| 15/11/1995 | Москва     | Росія             | 3 – 1     | Фінляндія  | Відбір до ЧЄ 1996 | -    |          |
| Усього     |            | Матчів            | 21        |            | Голів             | 5    |          |

## Досягнення

### Як гравець
«Спартак» (Москва)
- Вища ліга СРСР
  -  Чемпіон (1): 1989
  -  Срібний призер (1): 1991

- Вища ліга СРСР
  -  Бронзовий призер (1): 1995

«Бенфіка»
- Прімейра-Ліга
  -  Чемпіон (1): 1993/94

- Кубок Португалії
  -  Володар (1): 1992/93

«Порту»
- Прімейра-Ліга
  -  Чемпіон (1): 1994/95

- Суперкубок Португалії
  -  Володар (1): 1994

«Зеніт» (Санкт-Петербург)
- Кубок Росії
  -  Володар (1): 1998/99

### Як тренера
«Локомотив» (Москва)
- Кубок Росії
  -  Володар (1): 2006/07

«Спартак» (Москва)
- Молодіжна першість Росії
  -  Чемпіон (1): 2012/13